# 会津磐梯カントリークラブ
会津磐梯カントリークラブ (あいづばんだいカントリークラブ、英：Aizu Bandai Country Club) は、福島県会津若松市にあるゴルフ場。

## 概要
福島県で初となる18ホールを備えたゴルフ場として1962年（昭和37年）9月に開設された。コース設計は台湾出身のゴルファーである陳清水が手掛けている。
開設場所の大野ヶ原は鳥狩原の別名がある。江戸時代には会津藩の演習地として巻狩が行われ、幕末には白虎隊が戦う古戦場となった。そして後に草原を刈払いして前身となる鳥狩原のゴルフ場が整備され、1924年（大正13年）8月には、皇太子時代の昭和天皇が成婚間もない良子皇太子妃とゴルフに興じた。これを記念して、1番ホールのティグラウンドのそばには「東北ゴルフ発祥の地・昭和天皇 鳥狩原ゴルフ記念の碑」が建てられている。

## コース情報
- 開場日 - 1962年9月15日
- 設計者 - 陳清水
- 面積 - 1,017,066m2
- コースタイプ - 丘陵コース
- コース規模 - 18H 6,756Y PAR72
- グリーン - ベント

## 所在地
〒969-3451　福島県会津若松市河東町八田字大野原62

## アクセス
- 道路
  - 磐越自動車道磐梯河東ICより国道49号線を郡山方面へ約4km
  - 磐越自動車道猪苗代磐梯高原ICより国道49号線を会津若松方面へ約12km
- 鉄道
  - JR会津若松駅よりタクシー利用約20分
  - JR猪苗代駅よりタクシー利用約20分